# The Fam
The Fam (estilizado como The FAM) es una agrupación argentina de pop conformada por los músicos Federico Gómez, Alejo Dueñas y Matías Flores luego de su participación en  el certamen La voz Argentina en 2018. Luego de vincularse con la editorial Sony/ATV Music Publishing y con la discográfica Wimusica, en 2020 publicaron su primer larga duración, titulado Juego a discreción.

## Historia
Federico Gómez empezó a dedicarse a la composición de canciones desde los 14 años y trabajó con artistas como Marcela Morelo, Rozalén, Carlos Rivera, Axel y Valen Etchegoyen. Durante su primera etapa como músico participó en diversos concursos televisivos como Soñando por cantar y Talento argentino hasta que se presentó en 2018 al certamen La voz en su versión para Argentina, emitido por la cadena Telefe. Allí coincidió con Matías Flores, músico y compositor con experiencia en la Orquesta Infantojuvenil de Lanús y en el conservatorio Julián Aguirre; y con Alejo Dueñas, multinstrumentista y compositor también vinculado con el mencionado conservatorio.
En 2019 decidieron formar la agrupación The Fam, con Gómez como cantante y pianista, Dueñas como vocalista y guitarrista eléctrico y Flores a la voz y la guitarra acústica. Ese mismo año firmaron un contrato con la compañía discográfica Wimusica y con el sello editorial Sony/ATV Music Publishing y empezaron a trabajar en las canciones para su primer larga duración.
El 7 de febrero de 2020 publicaron su primer sencillo, «Plan perfecto», y luego de realizar una gira por el Partido de la Costa en la Provincia de Buenos Aires, lanzaron en marzo el sencillo «Qué tal si bailamos». Luego de publicar las canciones «Todo pasará» y  «No» —la cual contó con un estreno vía streaming—, el 27 de noviembre del mismo año estrenaron su primer álbum de estudio, titulado Juego a discreción por medio de la discográfica Wimusica y producido por Peter Akselrad. En diciembre de 2020 la agrupación publicó «Desesperado», su nuevo sencillo. El videoclip fue dirigido por Alma Atoe. En enero de 2021, la agrupación anunció el estreno en vivo de su álbum Juego a discreción en un recital en el Mandarine Park de Punta Carrasco. A comienzos del mes de marzo la banda anunció una gira por las ciudades de Córdoba y Rosario en soporte del mencionado trabajo discográfico.
Durante 2021, la agrupación dio conciertos por toda la provincia de Buenos Aires, participó de una colaboración con la cantante argentina Lady Ant, y lanzaron el primer sencillo de lo que formaría su segundo álbum, "Si Me Llamas, Voy".
En 2022, después de dar un concierto en La Trastienda en diciembre, la banda colaboró con la banda argentina Beruti en lo que sería el sencillo "Decide", a la vez que lanzaron el tercer sencillo de su segundo álbum, "Casi Sin Querer".

## Miembros
- Federico Gómez: Voz, teclados, composición
- Alejo Dueñas: Voz, guitarra eléctrica, composición
- Matías Flores, Voz, guitarra acústica, composición[2]

## Discografía

### Álbumes de estudio
| Año  | Título                   | Discográfica |
| ---- | ------------------------ | ------------ |
| 2020 | Juego a discreción       | Wimusica     |
| 2022 | Amor en tiempos modernos | Wimusica     |

### Sencillos
| Año  | Título                 | Notas                     |
| ---- | ---------------------- | ------------------------- |
| 2020 | «Plan perfecto»        |                           |
| 2020 | «Que tal si bailamos»  |                           |
| 2020 | «Todo pasará»          |                           |
| 2020 | «No»                   |                           |
| 2020 | «Desesperado»          |                           |
| 2021 | «Para qué»             | Colaboración con Lady Ant |
| 2021 | «Si me llamas voy»     |                           |
| 2021 | «Que pasó ayer?»       |                           |
| 2021 | «Para navidad»         | Single navideño.          |
| 2022 | «Decide»               | Colaboración con Beruti   |
| 2022 | «Casi sin querer»      |                           |
| 2022 | «Quiero que te quedes» |                           |
| 2022 | «La radio»             |                           |